# 薩阿達尼國家公園
薩阿達尼國家公園（Saadani National Park）是坦桑尼亞第十三座國家公園，位於濱海區和莫羅戈羅區的印度洋沿岸，距離達累斯薩拉姆100公里，面積1,100平方公里，成立於2005年，園區以森林和熱帶草原林地為主，野生動物有長頸鹿、角馬、羚羊、大象、獅子和豹。